# Lindt
Lindt & Sprüngli — швейцарская компания, производитель шоколада и прочих кондитерских изделий, а также владелец фирменной сети магазинов и кафе по реализации этой продукции.

## История

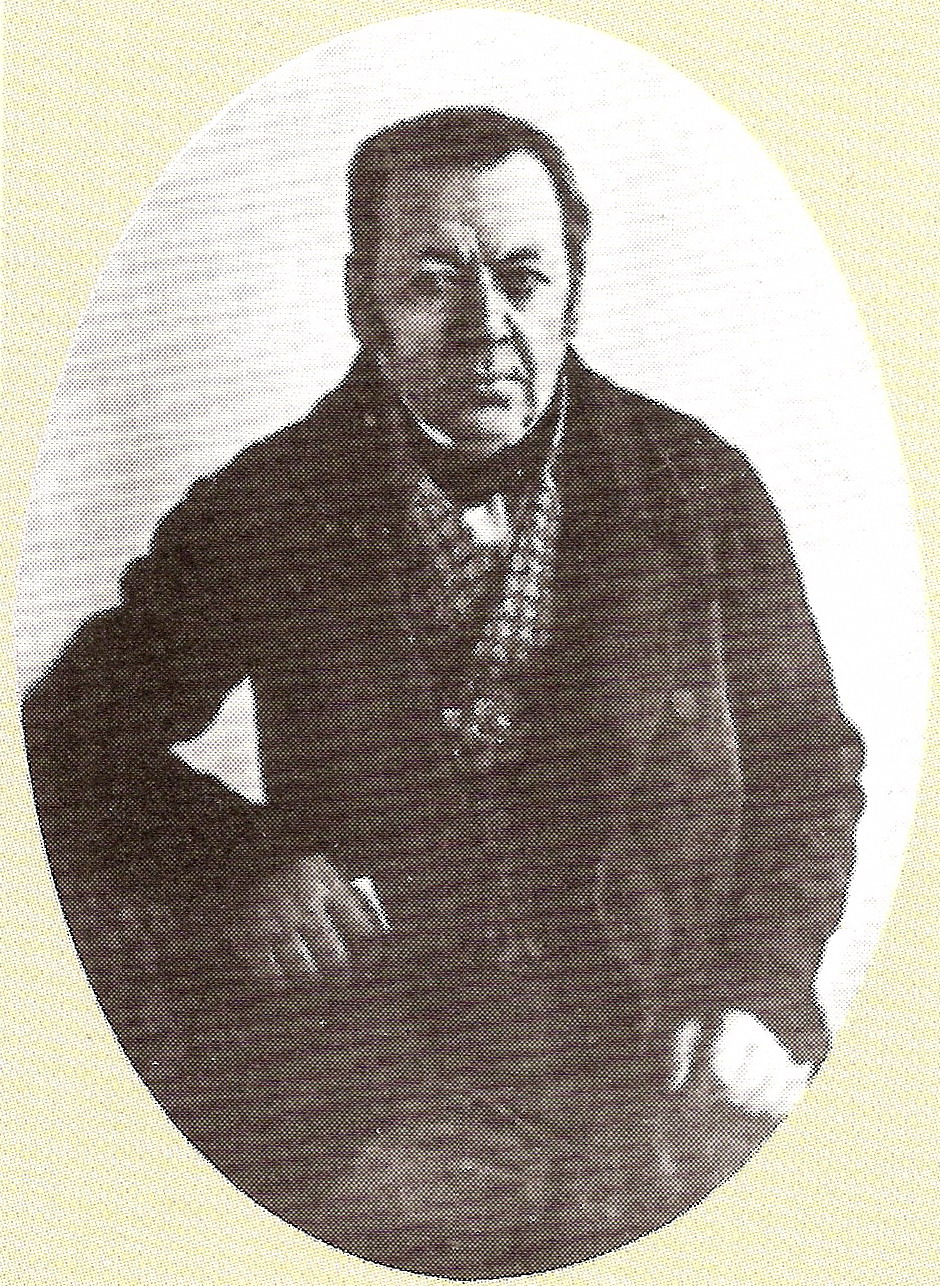
Давид Шпрюнгли

В 1836 году Давид Шпрюнгли (David Sprüngli, 1776—1862) купил кондитерский магазин в Цюрихе. В 1845 году он с сыном Рудольфом открыл небольшую шоколадную фабрику, которая начала производство твёрдого шоколада по новому итальянскому рецепту. В 1859 году была открыта большая кофейня в центре Цюриха, а в 1870 году — новая фабрика. В начале 1880-х годов продукция компании уже экспортировалась в большинство стран Европы. В 1890 году компания начала производство молочного шоколада.
В 1899 году была открыта ещё одна фабрика (в Кильхберге), в том же году за 1,5 млн швейцарских франков была куплена шоколадная фабрика Рудольфа Линдта (включая торговую марку Lindt), которая находилась в Берне. Линдт разработал свой рецепт «тающего шоколода», который к тому времени успел приобрести большую популярность в Европе. Компания стала называться Chocoladefabriken Lindt & Sprüngli. Однако вскоре между семьями Линдт и Шпрюнгли начались разногласия, Линдты основали новую компанию A. & W. Lindt и начали производить шоколад под тем же брендом. В 1906 году между компаниями началась судебная тяжба, которая закончилась только в 1927 году в пользу Lindt & Sprüngli.
После Второй мировой войны компания начала лицензировать производство своего шоколада предприятиям в других странах (Италии, Германии, Франции, Нидерландах, Швеции и Дании). В 1961 году был куплен швейцарский производитель шоколада Chocolat Grison, а в 1971 году — ещё два (Nago Nährmittel и Gubor Schokoladefabrik G. Uebersax). В 1972 году продажи компании впервые достигли 100 млн швейцарских франков. В 1986 году акции компании были размещены на Швейцарской бирже, в том же году был поглощён немецкий производитель шоколада, который до этого работал по лицензии; в 1990-х годах были поглощены лицензиаты и в других странах. В 1989 году была открыта первая фабрика в США. В 1994 году была куплена австрийская компания Confiserie-Group Hofbauer (бренд Küfferle), а в 1997 году — итальянская компания Caffarel. В январе 1998 года присутствие в США было расширено покупкой калифорнийской компании Ghirardelli Chocolate Company, основанной в 1852 году.
17 марта 2009 года Lindt объявила о закрытии 50 из 80 розничных магазинов в США из-за уменьшения спроса на продукцию вследствие кризиса.
В 2008 году, после смерти Рудольфа Шпрюнгли, компания перешла в собственность его вдовы Александры Шпрюнгли, в девичестве Гастенбайн — женщине, моложе его на 28 лет. Александра Шпрюнгли скончалась 6 января 2012 года в возрасте 63 лет, её тело обнаружили на собственной вилле в швейцарском городке Ароза. Информации о наследниках семьи Шпрюнгли по состоянию на 2013 год нет.
В июле 2014 года была куплена американская компания Russell Stover Candies, стоимость сделки составила около 1 млрд долларов.

## Собственники и руководство
Крупнейшими акционерами являются 5 фондов (Fonds für Pensionsergänzungen der Chocoladefabriken Lindt & Sprüngli AG, Finanzierungsstiftung für die Vorsorgeeinrichtungen der Chocoladefabriken Lindt & Sprüngli AG, Lindt Cocoa Foundation, Lindt Chocolate Competence Foundation), им в сумме по состоянию на конец 2022 года принадлежало 20,68 % акций.
- Эрнст Таннер (Ernst Tanner) — председатель совета директоров с 1994 года, с 1993 по 2016 год был также генеральным директором. Кроме этого, с 1995 года входит в совет директоров Swatch Group.
- Адальберт Лехнер (Dr Adalbert Lechner) — генеральный директор с октября 2022 года, в компании с 1993 года.

## Деятельность

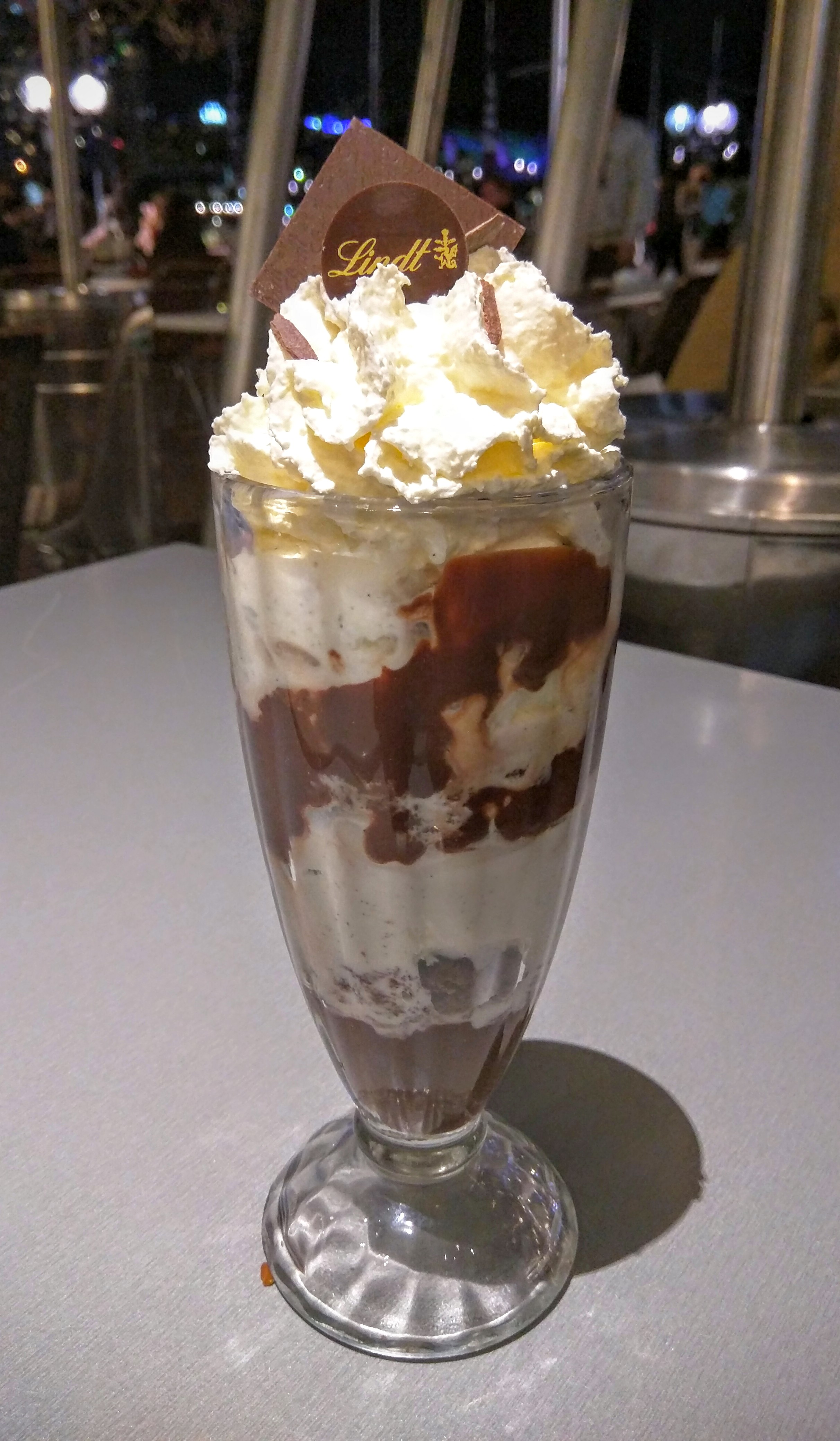
Мягкий десерт

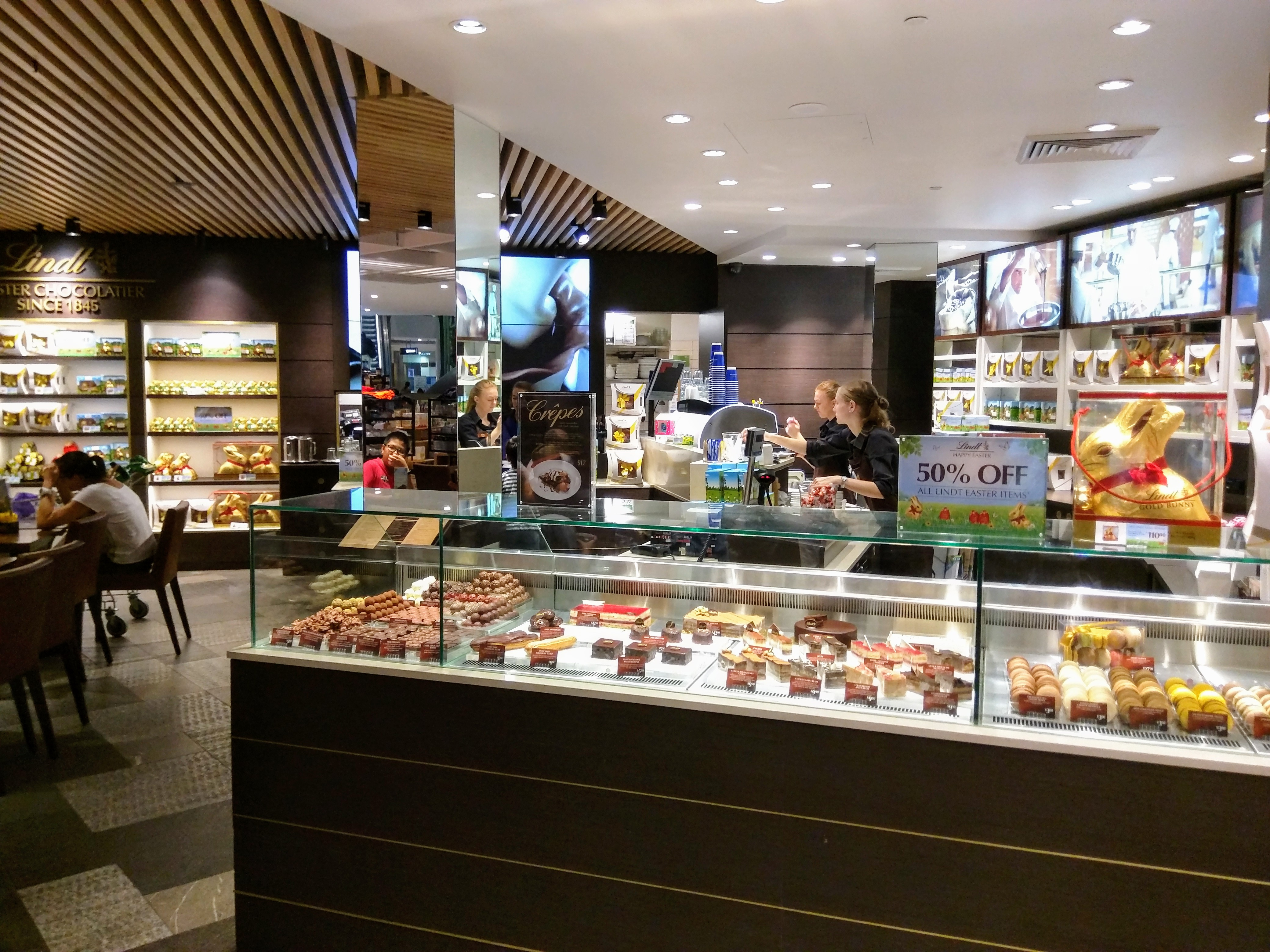
Фирменный магазин (Миранда, Австралия)

Помимо шоколада компания также выпускает шоколадные и другие конфеты, а также некоторую другую кондитерскую продукцию под брендами Lindt, Ghirardelli, Russell Stover, Whitman’s, Caffarel, Hofbauer, Küfferle и Pangburn’s. Производственные мощности состоят из 6 фабрик в Европе и 5 фабрик в США. 
Выручка за 2022 год составила 4,97 млрд швейцарских франков ($5,40 млрд), её распределение по регионам: Европа — 46 %, Северная Америка — 41 %, другие регионы — 13 %. Основными рынками для компании были США (1,73 млрд шв. фр.), Германия (734 млн шв. фр.), Франция (408 млн шв. фр.), Швейцария (407 млн шв. фр.), Канада (376 млн шв. фр.), Италия (277 млн шв. фр.), Великобритания и Ирландия (267 млн шв. фр.), Испания и Португалия (101 млн шв. фр.). Часть продукции (14 %) реализуется через собственную розничную сеть, включающую около 500 магазинов в 19 странах мира, из них 200 в Европе, 150 в Северной Америке и 150 в других регионах (Австралия, ЮАР, Япония, Бразилия и Китай), а также 24 интернет-магазина.
В списке крупнейших публичных компаний мира Forbes Global 2000 за 2023 год Lindt & Sprüngli заняла 1483-е место.
Lindor — самая известная продуктовая линейка компании, конфеты этой марки состоят из твёрдой оболочки и мягкой начинки.
Часть продукции (конфеты и мелкие шоколадные плиточки) отличительно упаковываются в фирменные сувенирные бидончики, ящички и т. д.

## Уход из России
В начале марта 2022 года компания объявила об остановке поставок в Россию и временном закрытии всех 9 магазинов.
16 августа 2022 года компания объявила о полном уходе с российского рынка. В компании заявили, что поддержат сотрудников в России и будут действовать в соответствии с местным законодательством.